# Réallon
Cet article concerne la commune française. Pour le cours d'eau, voir Réallon (rivière).
Réallon (en occitan Realon) est une commune française située dans le département des Hautes-Alpes en région Provence-Alpes-Côte d'Azur.
Ses habitants s'appellent les Réallonnais mais on les connaît parfois sous le sobriquet Traffans selon des sources locales.

## Géographie

### Localisation
La commune s'étend de 989 à 2 993 m (Mourre Froid). Le chef-lieu du village est situé à 1 400 m d'altitude, sur la rive gauche du torrent de Réallon, près du lac de Serre-Ponçon.
Le village compte plusieurs hameaux : les Rousses, les Méans, les Gleizes, le Villar, les Gourniers.

### Communes limitrophes
La commune est bordée au sud par les communes de Saint-Apollinaire, Savines-le-Lac, Puy-Saint-Eusèbe, à l'est par Embrun, Châteauroux-les-Alpes, au nord par Orcières, à l'ouest par Ancelle et Chorges.
|         | Orcières                     |                                  |
| Ancelle | Réallon                      | Embrun, Châteauroux-les-Alpes    |
| Chorges | Saint-Apollinaire, Prunières | Puy-Saint-Eusèbe, Savines-le-Lac |

### Climat
Pour des articles plus généraux, voir Climat de Provence-Alpes-Côte d'Azur et Climat des Hautes-Alpes.
En 2010, le climat de la commune est de type climat de montagne, selon une étude du Centre national de la recherche scientifique s'appuyant sur une série de données couvrant la période 1971-2000. En 2020, Météo-France publie une typologie des climats de la France métropolitaine dans laquelle la commune est exposée à un climat de montagne ou de marges de montagne et est dans la région climatique Alpes du sud, caractérisée par une pluviométrie annuelle de 850 à 1 000 mm, minimale en été.
Pour la période 1971-2000, la température annuelle moyenne est de 7,2 °C, avec une amplitude thermique annuelle de 17 °C. Le cumul annuel moyen de précipitations est de 1 160 mm, avec 7,8 jours de précipitations en janvier et 7,1 jours en juillet. Pour la période 1991-2020, la température moyenne annuelle observée sur la station météorologique de Météo-France la plus proche, « Embrun », sur la commune d'Embrun à 11 km à vol d'oiseau, est de 11,1 °C et le cumul annuel moyen de précipitations est de 732,6 mm. 
La température maximale relevée sur cette station est de 38,4 °C, atteinte le 28 juin 2019 ; la température minimale est de −19,1 °C, atteinte le 9 janvier 1985,,.
Les paramètres climatiques de la commune ont été estimés pour le milieu du siècle (2041-2070) selon différents scénarios d'émission de gaz à effet de serre à partir des nouvelles projections climatiques de référence DRIAS-2020. Ils sont consultables sur un site dédié publié par Météo-France en novembre 2022.

### Voies de communication et transports
Le village est desservi par la route départementale 9 reliant Chorges à Embrun ; au lieu-dit les Méans, la RD 41 dessert le village même, prolongée par la RD 241 jusqu'aux Gourniers et à l'amont du torrent, ainsi que la RD 609 permettant d'accéder à la station.

## Urbanisme

### Typologie
Au 1er janvier 2024, Réallon est catégorisée commune rurale à habitat très dispersé, selon la nouvelle grille communale de densité à 7 niveaux définie par l'Insee en 2022.
Elle est située hors unité urbaine et hors attraction des villes,.

### Occupation des sols
L'occupation des sols de la commune, telle qu'elle ressort de la base de données européenne d’occupation biophysique des sols Corine Land Cover (CLC), est marquée par l'importance des forêts et milieux semi-naturels (97,9 % en 2018), en diminution par rapport à 1990 (98,8 %). La répartition détaillée en 2018 est la suivante : 
milieux à végétation arbustive et/ou herbacée (45,8 %), espaces ouverts, sans ou avec peu de végétation (37,8 %), forêts (14,3 %), zones agricoles hétérogènes (1,2 %), prairies (0,5 %), espaces verts artificialisés, non agricoles (0,4 %).
L'évolution de l’occupation des sols de la commune et de ses infrastructures peut être observée sur les différentes représentations cartographiques du territoire : la carte de Cassini (XVIIIe siècle), la carte d'état-major (1820-1866) et les cartes ou photos aériennes de l'IGN pour la période actuelle (1950 à aujourd'hui).

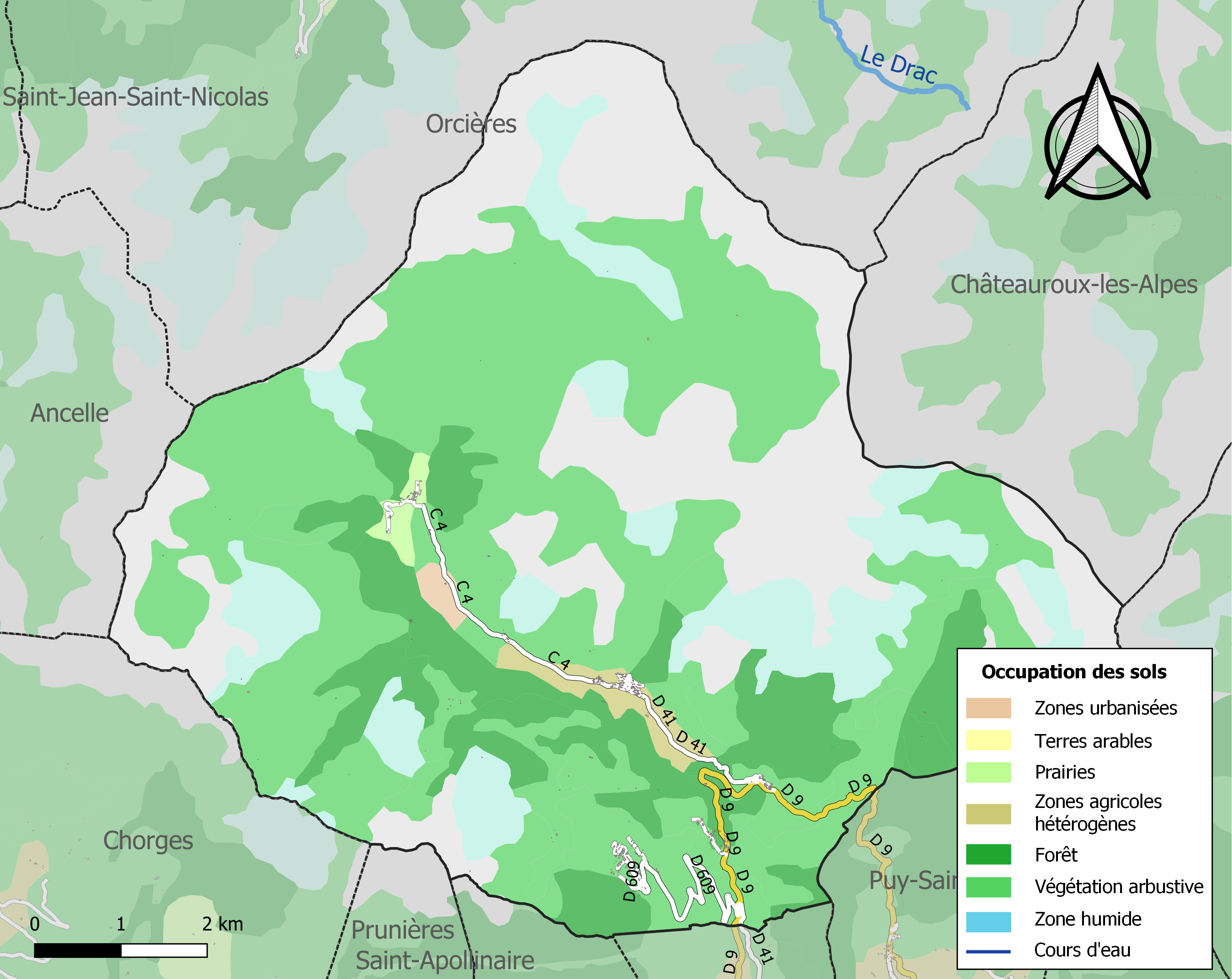
Carte de l'occupation des sols de la commune en 2018 (CLC).

## Toponymie
Le nom de la localité est attesté sous la forme du vieil occitan Realon en 739 sur le cartulaire de l'abbaye de Saint-Hugues et le testament d'Abbon, Reallon et Realonum en 1269, Rialonum en 1290.
Son nom peut venir du latin rivalis (proche du ruisseau, de la rivière), du latin rivus, qui désigne un ruisseau ; y est ajoutée la désinence latine du neutre -onum.

## Histoire
La fréquentation ancienne du site est attestée par la découverte de deux parures de l’âge du bronze final (IIe millénaire av. J.-C.). En 1870-1874, des fouilles ont permis la mise au jour de trois trésors de bijoux datant de l’âge du bronze : torques, bracelets, pendentifs, etc. Le métal provient probablement des Alpes (Saint-Véran ou Saint-Pierre-Avez). Ils sont exposés au Musée Muséum départemental des Hautes-Alpes de Gap et au musée de Saint-Germain-en-Laye.
Au XVe siècle, la moitié du hameau de Méans est emporté par le torrent.

## Politique et administration

### Liste des maires
| Période                                  | Période      | Identité            | Étiquette | Qualité                                             |
| ---------------------------------------- | ------------ | ------------------- | --------- | --------------------------------------------------- |
| Les données manquantes sont à compléter. |              |                     |           |                                                     |
| mars 1977                                | juin 1995    | Adrien Gleize       | UDF-PR    | Conseiller général (1979-2004)                      |
| juin 1995                                | mars 2001    | Henry Philip Martin |           |                                                     |
| mars 2001                                | mars 2008    | Adrien Gleize       | UDF-PR    | Conseiller général (1979-2004)                      |
| mars 2008                                | mars 2014    | Claudine Peyron     |           |                                                     |
| mars 2014                                | juillet 2020 | Jean-Louis Gleize,  | SE        | Retraité Fonction publique Conseiller communautaire |
| juillet 2020                             | En cours     | Michel Montabone,   |           |                                                     |

### Intercommunalité
Réallon a fait partie jusqu'en 2016 de la communauté de communes du Savinois-Serre-Ponçon. Depuis le 1er janvier 2017, elle fait partie de la communauté de communes de Serre-Ponçon.

## Population et société

### Démographie
L'évolution du nombre d'habitants est connue à travers les recensements de la population effectués dans la commune depuis 1793. Pour les communes de moins de 10 000 habitants, une enquête de recensement portant sur toute la population est réalisée tous les cinq ans, les populations de référence des années intermédiaires étant quant à elles estimées par interpolation ou extrapolation. Pour la commune, le premier recensement exhaustif entrant dans le cadre du nouveau dispositif a été réalisé en 2005.

En 2022, la commune comptait 243 habitants, en évolution de −5,81 % par rapport à 2016 (Hautes-Alpes : +0,4 %, France hors Mayotte : +2,11 %).
| 1793 | 1800 | 1806 | 1821 | 1831 | 1836 | 1841 | 1846  | 1851 |
| ---- | ---- | ---- | ---- | ---- | ---- | ---- | ----- | ---- |
| 898  | 762  | 953  | 952  | 996  | 946  | 923  | 1 014 | 916  |

| 1856 | 1861 | 1866 | 1872 | 1876 | 1881 | 1886 | 1891 | 1896 |
| ---- | ---- | ---- | ---- | ---- | ---- | ---- | ---- | ---- |
| 930  | 854  | 900  | 918  | 859  | 790  | 859  | 754  | 757  |

| 1901 | 1906 | 1911 | 1921 | 1926 | 1931 | 1936 | 1946 | 1954 |
| ---- | ---- | ---- | ---- | ---- | ---- | ---- | ---- | ---- |
| 757  | 737  | 681  | 642  | 599  | 557  | 533  | 407  | 359  |

| 1962 | 1968 | 1975 | 1982 | 1990 | 1999 | 2005 | 2006 | 2010 |
| ---- | ---- | ---- | ---- | ---- | ---- | ---- | ---- | ---- |
| 307  | 288  | 237  | 179  | 185  | 194  | 223  | 226  | 253  |

| 2015 | 2020 | 2022 | - | - | - | - | - | - |
| ---- | ---- | ---- | - | - | - | - | - | - |
| 260  | 248  | 243  | - | - | - | - | - | - |

## Économie

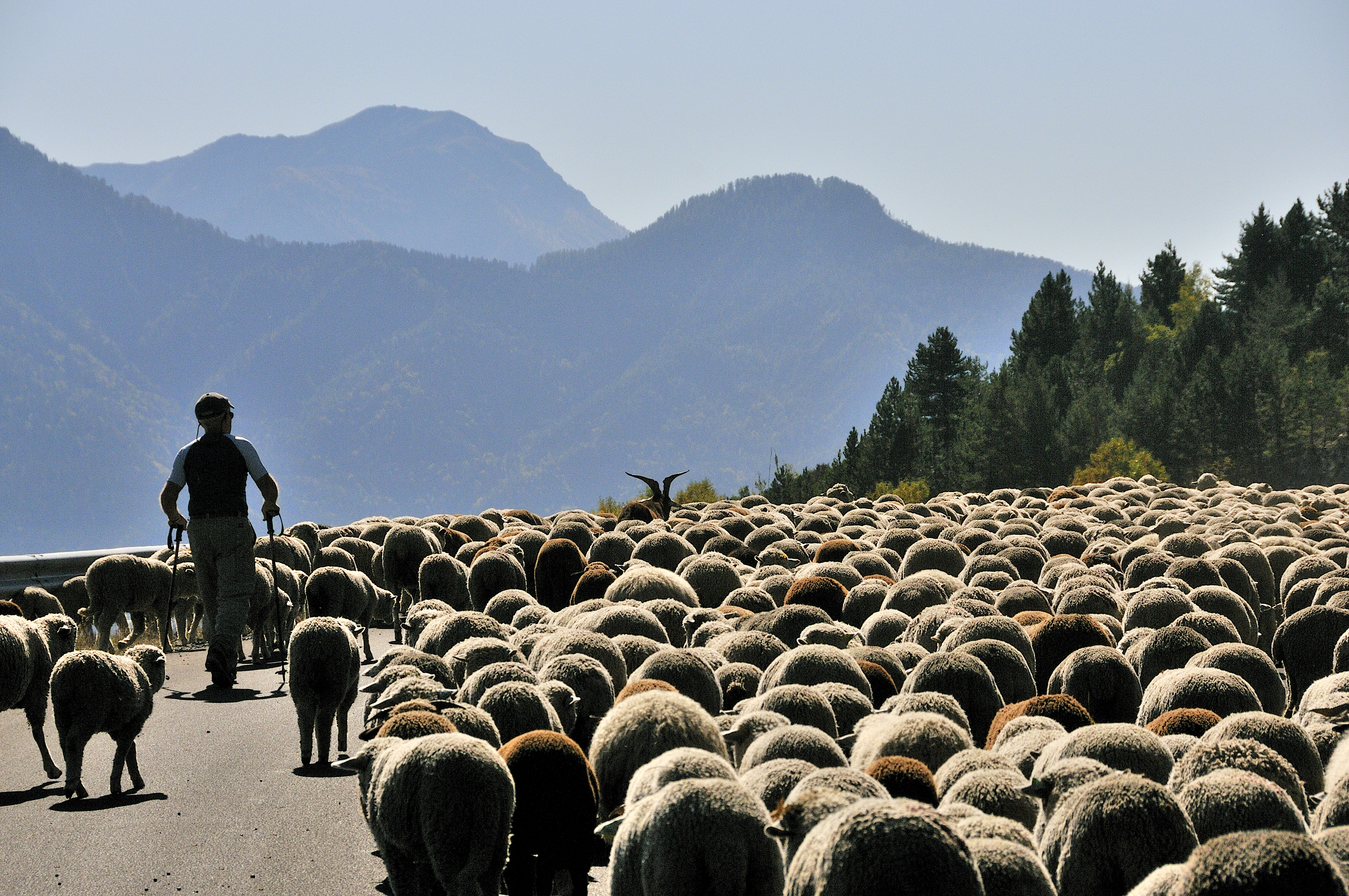
Transhumance brebis de passage à Réallon

L'économie de Réallon était principalement basée sur l'agriculture. Dans les années 1980, la construction d'une station de sports d'hiver a permis à la commune de développer considérablement le tourisme hivernal et estival. Un télésiège mène en hiver à 2 135 m d'altitude, où se trouve une table d'orientation.

### Tourisme
- Station de sports d'hiver : 24 pistes et univers ludiques
- Parc national des Écrins
- Compétition de Longboard en sur sa route départementale, organisé avec l'Outdoormix festival.

## Lieux et monuments
- L’église Saint-Pélade (XVIe siècle) : clocher classé monument historique[30].
- Le fort du XIIe siècle.
- La cascade de la Pisse, au chef-lieu.
- La chapelle Saint-Claude au hameau des Rousses.
- Chapelle des Gourniers.
- Chapelle Saint-Marcellin de Réallon.
- L’oratoire Sainte-Barbe au hameau des Méans.
- L’oratoire au hameau de Villard.
- Le hameau des Gourniers, remarquable pour ses hêtres, essence assez rare dans cette partie du département ; chapelle ; point de départ de nombreuses randonnées pédestres en moyenne montagne (cascade de la Pissarotte, marmite du géant, chapelle Saint-Marcellin, etc.)[31].

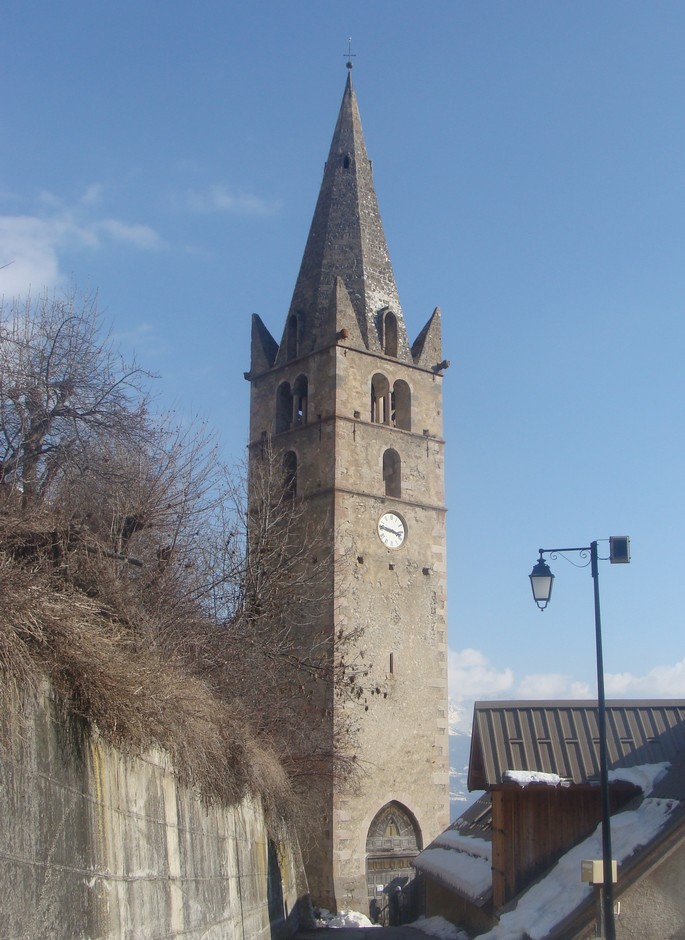
Clocher de l'église Saint-Pélade.
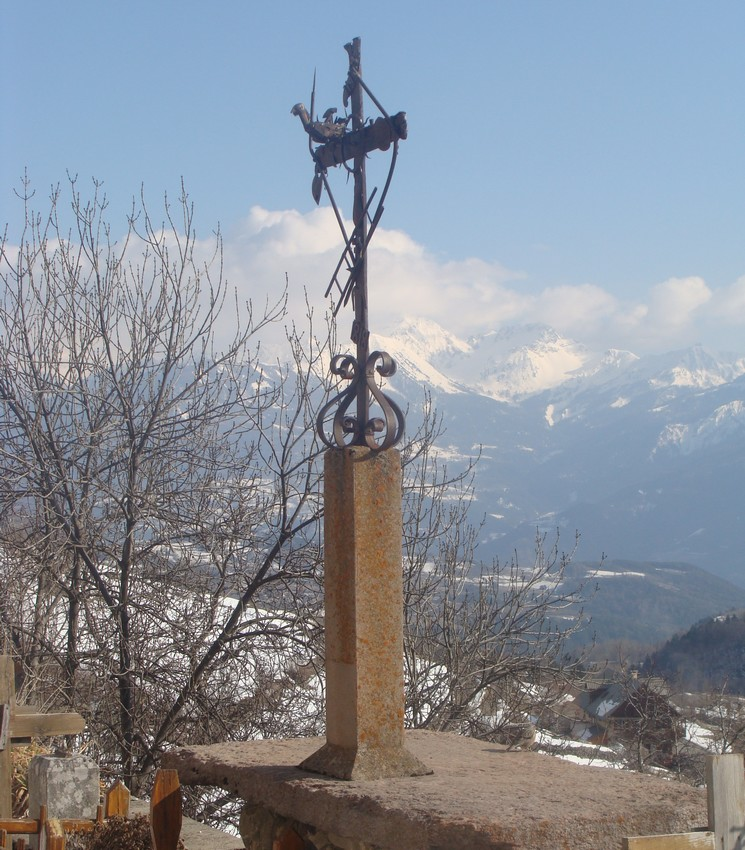
Croix de cimetière.
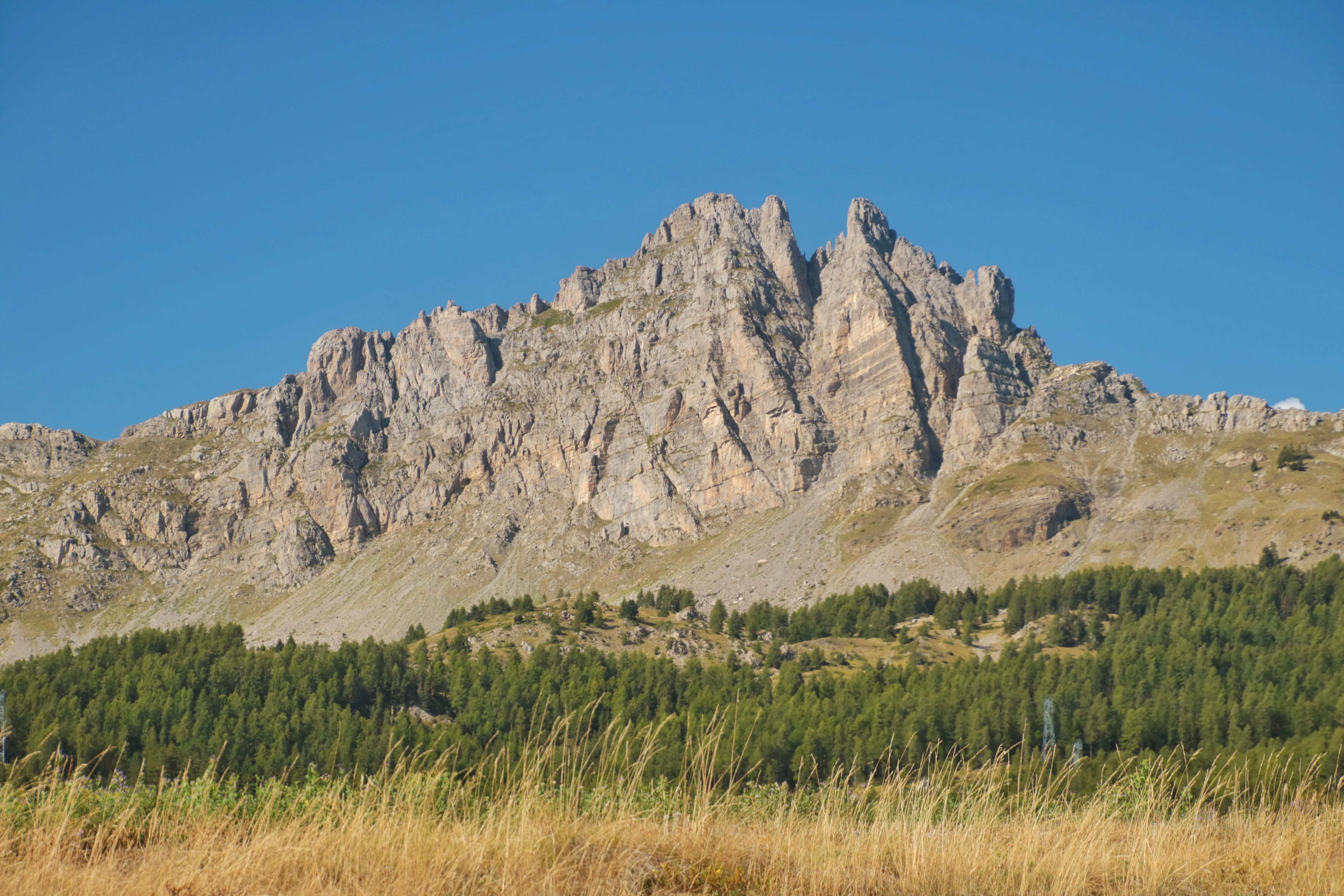
Au pied des Aiguilles de Chabrières